# Parameterfestsetzung
Eine Parameterfestsetzung wird im Telekommunikationsrecht nach dem Telekommunikationsgesetz (Deutschland) an Funkstellen vorgenommen. Der Verwaltungsakt kann 
- einstufig im Rahmen einer Frequenzzuteilung oder
- zweistufig in einem Anschlussverfahren an eine Zuteilung festgelegt werden.

Ziele der Regulierungsbehörde sind:
- effiziente Nutzung des Spektrums
- störungsfreie Nutzung des Spektrums
- Datenhaltung für Anschlussaufgaben

Eckpunkte:
- standortbezogen (Koordinaten)
- funktechnische Parameter (Frequenz, Strahlungsleistung, Elevation, Azimut usw.)